# Who Tells Me True
Who Tells Me True est un roman autobiographique de l’actrice et poète Michael Strange, née Blanche Marie-Louise Oelrichs, paru en 1940.
L'œuvre n'a jamais été traduite en français.